# Рут Уеър
Рут Уорбъртън (на английски: Ruth Warburton) е английска писателка на произведения в жанра психологически трилър и фентъзи. Пише и под псевдонима Рут Уеър (на английски: Ruth Ware).

## Биография и творчество
Рут Уорбъртън е родена на 26 септември 1977 г. в Луис, Англия. Израства в Съсекс. Обича да чете и започва да пише истории от тийнеджърска възраст и мечтае да бъде писателка. Следва английска филология в университета в Манчестър, където се запознава със староанглийски и средноанглийски текстове. След дипломирането си за кратко живее в в Париж, където преподава английски език. После се връща в Северен Лондон, където работи като сервитьорка и продавачка на книги, а след това като асистент за връзки с медиите в издателство и публицист. Заедно с работата си пише книги, първоначално като хоби.
Започва литературната си кариера като писателка на фентъзи. Първият ѝ роман „A Witch in Winter“ (Вещица в Уинтър) от поредицата „Вещица“ е издаден през 2012 г. В историята в малкото градче Уинтър се сблъскват любовта и магията между вещицата Ана Уинтърсън и Сет.
След 2014 г. се насочва към жанра на психологическия трилър. Първия ѝ трилър „В тъмната гора“, е издаден под псевдонима Рут Уеър през 2015 г. Историята е за писателката на криминални романи Нора, която присъства на моминско парти на приятелка от детството, с която не се е чувала от години. Партито се провежда в изолирана в гората стъклена къща и до края на уикенда някой е мъртъв и всички са заподозрени. Романът бързо става бестселър в класациите на „Съндей Таймс“ и „Ню Йорк Таймс“ и я прави известна.
Вторият ѝ трилър „Жената в каюта 10“ от 2016 г. представя историята на пишещата пътеписи журналистка Лаура „Ло“ Блеклок, която отива на първото плаване в норвежките фиорди на луксозния круизен кораб „Aurora Borealis“. Но по време на пътуването става свидетелка на изхвърлянето на жена от кораба, но проверката показва, че всички пътници са налице и никой не ѝ вярва.
Романът ѝ „Игра на лъжи“ от 2017 г. е за четири момичета, които посещават частен интернат, които правят игра на лъжи. Лошите им действия изплуват години по-късно, когато получават мистериозен текст.
Рут Уорбъртън живее със семейството си край Брайтън.

## Произведения

### Като Рут Уеър

#### Самостоятелни романи
- In a Dark, Dark Wood (2015)
В тъмната гора, изд.: ИК „Хермес“, Пловдив (2016), прев. Гриша Атанасов
- The Woman in Cabin 10 (2016)
Жената в каюта 10, изд.: ИК „Хермес“, Пловдив (2018), прев. Гриша Атанасов
- The Lying Game (2017)
Игра на лъжи, изд.: ИК „Хермес“, Пловдив (2019), прев. Дори Габровска
- The Death of Mrs. Westaway (2018)
The Tale of Mrs. Westaway (2019) – разказ, предистория на „The Death of Mrs. Westaway“
- The Turn of the Key (2019)
- One by One (2020)

#### Участие в общи серии с други писатели

##### Серия „Тихо“ (Hush)
- Snowflakes (2020)

от серията има още 5 романа от различни автори

### Като Рут Уорбъртън

#### Серия „Вещица“ (Witch)
1. A Witch in Winter (2012)
2. A Witch in Love (2012)
3. A Witch Alone (2013)

#### Серия „Търсене на вещица“ (Witch Finder)
1. Witch Finder (2014)
2. Witch Hunt (2014)

### Екранизации
- ?? The Woman in Cabin 10 – в разработка